# 亚历克丝·孔伯
亚历克丝·孔伯（英語：Alex Coomber，1973年12月28日—），旧姓汉密尔顿（Hamilton），英国女子钢架雪车运动员。她曾代表英国参加2002年冬季奥林匹克运动会钢架雪车比赛，获得一枚铜牌。